# Rai 4
Rai 4 (pronuncia-se: Rai Quattro) é um canal de televisão transmitido pela emissora estatal italiana RAI, a televisão digital terrestre na Itália (canal 19) e na televisão digital via satélite através Tivu Sat. Faz parte da estrutura da RAI, a Rai Gold.
Lançado às 21:00, em 14 de julho de 2008 com o filme Elephant, Rai 4 tem uma programação que inclui filmes, séries televisivas e desenhos animados. O Canal atinge mais o público jovem Italiano.

## Programas

### Series

#### Passando
- Angel
- Aria the Animation
- Battlestar Galactica
- Beverly Hills, 90210
- Charmed
- Code Geass
- Crash
- The Dead Zone
- Dream On
- Friday Night Lights
- Gurren Lagann
- The Incredible Hulk
- Life on Mars
- Mad Men
- Melrose Place
- The Middleman
- Millennium
- Numb3rs
- Rome
- Romeo x Juliet
- The Six Million Dollar Man
- Weeds
- Kirby

#### Passadas
- Alias
- Blossom
- Brothers & Sisters
- Day Break
- Felicity
- New York Undercover
- Once and Again
- Six Degrees
- Sports Night
- Swingtown
- Threat Matrix
- Veritas: The Quest
- What About Brian

## Linhas Externas
- «Website Oficial». (Em Italiano)